# فرخ‌آباد سفلی
فرخ‌آباد سفلی، روستایی از توابع بخش مرکزی شهرستان کوهدشت در استان لرستان ایران است.

## جمعیت
این روستا در دهستان گل گل قرار دارد و براساس سرشماری مرکز آمار ایران در سال ۱۳۸۵، جمعیت آن ۳۵۵ نفر (۶۹خانوار) بوده‌است.